# Сушицький Феоктист Петрович
Феоктист (Теоктист) Петрович Сушицький (3 січня 1883, Київ — січень 1920, Умань) — український літературознавець, історик літератури.

## Біографія
Закінчив Київську духовна академію (1907), історико-філологічний факультет Київського університету. Учень В. М. Перетца та А. М. Лободи. Перші наукові праці надрукував ще в студентські роки.
Читав лекції з історії літератури на Київських вищих жіночих курсах (з 1914); приват-доцент при кафедрі російської мови та словесності Київського університету (1915—1918), професор Українського народного університету (1917—1918), Українського державного університету у Києві (1918—1919; 1918 року ректор). 29 вересня 1918 року Феоктист Петрович Сушицький, виконувач обов'язків екстраординарного професора Київського Державного Українського Університету, гетьманом Скоропадським затверджений на посаду ректора Київського державного українського університету. У 1918 році очолював департамент вищої та середньої освіти Міністерства народної освіти.
Співробітник та керівник Археографічної комісії ВУАН (1919—1920). Автор багатьох літературознавчих праць.
Помер у січні 1920 року в Умані після тифу.

## Деякі праці
- Киевские списки «Беседы трех святителей» (Университетские известия, 1911, IV).
- До історії поетичних оповідань про Михайлика й Золоті Ворота та про Батия [Архівовано 3 квітня 2018 у Wayback Machine.] (ЗІФВ УАН, т. І, 1919, т. II—III, 1920—1922).
- Західноруські літописи як пам'ятки літератури (ЗІФВ УАН, ч. І, 1921 [Архівовано 3 квітня 2018 у Wayback Machine.], ч. II, 1929 [Архівовано 3 квітня 2018 у Wayback Machine.]).